# Notiocampus
Notiocampus is een monotypisch geslacht van straalvinnige vissen uit de familie van zeenaalden en zeepaardjes (Syngnathidae).

## Soort
- Notiocampus ruber (Ramsay & Ogilby, 1886)